# Seznam poljskih judoistov
Seznam poljskih judoistov.

## L
- Waldemar Legień

## M
- Beata Maksymow

## N
- Paweł Nastula

## T
- Marian Tałaj

## Z
- Antoni Zajkowski